# Bactrocera amplexiseta
Bactrocera amplexiseta är en tvåvingeart som först beskrevs av May 1962.  Bactrocera amplexiseta ingår i släktet Bactrocera och familjen borrflugor. Inga underarter finns listade.